# TDMA
TDMA és l'acrònim de Time Division Multiple Access (Accés múltiple per divisió en temps), i és una tecnologia de multiplexació] en un medi compartit (normalment l'espectre radioelèctric). Aquests sistema permet, a un nombre limitat d'usuaris, compartir el mateix radiocanal dividint-lo en diferents reticles temporals (time slots). Els usuaris se succeeixen en la transmissió d'informació al medi utilitzant el reticle temporal que se'ls ha estat assignat. Així doncs cada usuari transmet de forma ininterrumpuda durant el seu espai temporal (diem que es transmet a ràfegues) i passa a estar inactiu durant la resta del temps. Aquest sistema es fa servir en els estàndards de comunicacions digitals GSM, PDC i iDEN entre d'altres.
Les sigles "TDMA" són també usades en Amèrica per referir-se a un estàndard de comunicacions mòbils digitals concret (IS-136 o D-AMPS). Aquests estàndards utilitzen el sistema de multiplexació en temps per distribuir l'amplada de banda del radiocanal.
Els dos possibles significats de les sigles TDMA poden portar a confusió. La tècnica TDMA es fa servir a l'estàndard GSM. En canvi, TDMA (l'estàndard IS-136) ha estat un competidor de GSM i els sistemes CDMA.
Un exemple actual seria l'aplicació en la telefonia mòbil, mitjançant l'ús d'una Multiplexació de tipus TDMA es divideix una única freqüència de ràdio en diferents ranures de temps. A cada persona que realitza una trucada se li assigna una ranura de temps especifica, fent possible que diverses persones utilitzin el mateix canal sense interferir entre si, aprofitant així al màxim cada canal.